# Maria Alda Nogueira
Maria Alda Nogueira (Lisboa, 19 de marzo de 1923-Lisboa, 5 de marzo de 1988) fue una activista comunista y feminista portuguesa, que se opuso al régimen del Estado Novo portugués y pasó nueve años como presa política. Tras el derrocamiento del Estado Nuevo, fue diputada y ocupó un escaño en la Asamblea Nacional durante una década.

## Trayectoria
Maria Alda Nogueira nació en Lisboa el 19 de marzo de 1923. Su madre era costurera y su padre cerrajero, y vivían en un barrio obrero. En el colegio fue presidenta estudiantil y trabajó para Socorro Rojo Internacional, recogiendo ropa para los españoles que luchaban contra Franco en la guerra civil española. Licenciada en Ciencias Físico-Químicas por la Universidad de Lisboa en 1945-1946, se dedicó a la enseñanza durante tres años en una escuela de Olhão (Algarve) y en una escuela nocturna para mujeres, antes de regresar a Lisboa.

### Activismo
En 1946, Nogueira se unió a la Associação Feminina Portuguesa para a Paz (Asociación Femenina Portuguesa para la Paz - AFPP), una asociación creada en 1935, y desde el principio se preocupó por la cuestión de la emancipación de la mujer. En 1945 conoció a Maria Lamas y trabajó con ella en el Conselho Nacional das Mulheres Portuguesas (Consejo Nacional de las Mujeres Portuguesas - CNMP), en una época en que el CNMP estaba muy activo. Participó en la «Exposición de libros escritos por mujeres», organizada por el CNMP en enero de 1947, con una ponencia sobre «Una mujer y la ciencia». Inmediatamente después de este acto, la CNMP fue clausurada por el régimen del Estado Novo en 1947. Había ingresado en el Partido Comunista Portugués (PCP) en 1942 y pasó a la clandestinidad en 1949, tras la detención y tortura de los dirigentes comunistas Álvaro Cunhal, Militão Ribeiro y Sofia Ferreira. Con la esperanza de que esta existencia clandestina fuera breve y pudiera reanudar pronto sus estudios académicos y la beca que esperaba tener con Irène Joliot-Curie en París, estableció una casa clandestina con Sérgio Vilarigues. En diciembre de 1953 tuvieron un hijo que, antes de cumplir los cuatro años, se fue a vivir con su abuela materna. Durante su clandestinidad colaboró activamente en la redacción de la revista Avante! del PCP. Otra de las tareas que tuvo fue la de movilizar y organizar a las mujeres comunistas.

### Prisión y exilio
Nogueira fue elegida miembro del Comité Central del PCP en 1957, en el V Congreso Secreto del Partido. El 4 de octubre de 1959 fue detenida por la policía secreta portuguesa cuando viajaba en taxi por Lisboa. Juzgada el 22 de octubre de 1960, fue condenada a 8 años de prisión en la cárcel de Caxias, cerca de Lisboa, siendo la primera mujer en Portugal condenada a una pena tan larga por motivos políticos. Pocos años después de su puesta en libertad, volvió de nuevo a la vida clandestina, en 1970, exiliándose en la Unión Soviética y Rumanía, donde trabajó en Rádio Portugal Livre, que emitía propaganda para Portugal. Acabó en Bélgica, donde se encontraba el 25 de abril de 1974, día de la Revolución de los Claveles que supuso el derrocamiento del Estado Novo.

### Parlamentaria
De regreso a Portugal, fue diputada, primero en la Asamblea Constituyente en 1975 y después en la Asamblea de la República de 1976 a 1986. Fue Vicepresidenta del grupo parlamentario del PCP y Presidenta de la Comisión Parlamentaria sobre la Condición Femenina de 1983 a 1985. Además de su actividad parlamentaria, Nogueira fue miembro activo del Movimiento Democrático de Mujeres (MDM). Creado en 1968 para oponerse al Estado Novo, tras la Revolución de los Claveles el MDM se reorientó hacia los derechos de la mujer.

### Autora
Fue autora de varios libros para niños, que había empezado a escribir en la cárcel. El viaje en una gota de agua y El viaje en una flor se inspiraron en las preguntas que su hermano y su hijo le hacían, cuando eran niños. También es autora de Las cosas también están enojadas. Escribió para el diario Jornal do Fundão y en las revistas Modas e Bordados y Os Nossos Filhos.
Maria Alda Nogueira falleció en Lisboa el 5 de marzo de 1998. A su funeral asistió el presidente portugués, Jorge Sampaio.

## Premios y reconocimientos
- Un busto en piedra de Nogueira, obra del escultor António Trindade, se encuentra en el claustro de la Asamblea de la República. Ella es sólo una de las dos únicas diputadas que han tenido este honor, la otra es Natália Correia.
- Fue condecorada con la Orden de la Libertad portuguesa en 1987.
- Su nombre aparece en la toponimia de Seixal, Almada y Amadora en Portugal.[1]
- En 1987 recibió la Distinción Honorífica del MDM.
- En 2019, la Asamblea Nacional publicó un libro sobre su vida, escrito por Maria Alice Dias de Albergaria Samara.[7]